# Erd-Burzeldorn
Der Erd-Burzeldorn (Tribulus terrestris), auch Gemeiner, Gewöhnlicher Burzeldorn, Erdsternchen oder Erdstachelnuss genannt, ist eine Pflanzenart in der Gattung der Burzeldorne (Tribulus) aus der Familie der Jochblattgewächse (Zygophyllaceae). Er ist in den tropischen und subtropischen Ländern in Asien, Afrika, Südeuropa und im nördlichen Australien weit verbreitet und wurde in die Neotropis eingeschleppt.

## Beschreibung

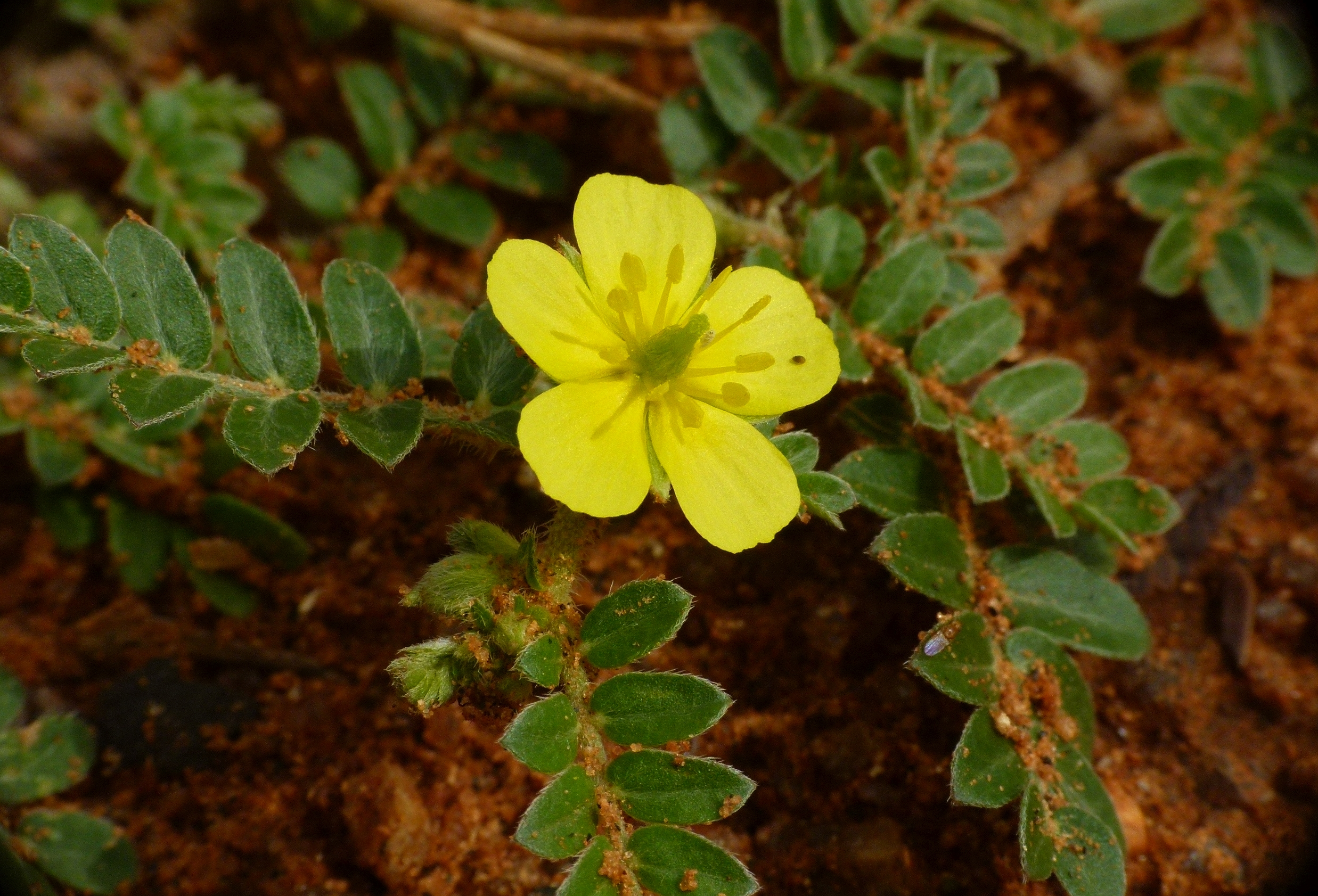
Blüte

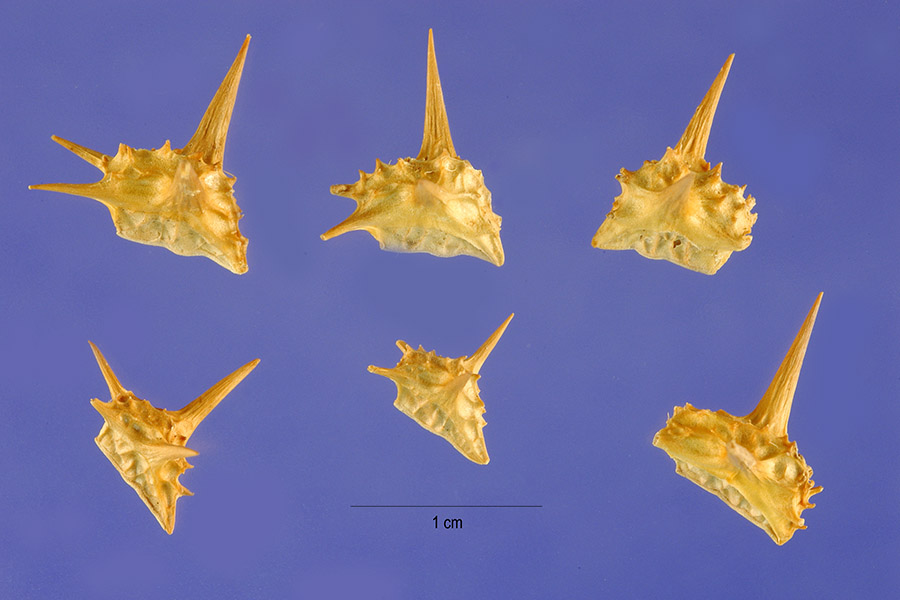
Dornen an Teilfrüchten von Tribulus terrestris

Der Erd-Burzeldorn ist eine niederliegende einjährige bis zweijährige und krautige Pflanze, deren Sprosse Längen von über 100 cm erreichen. Die Pflanze ist borstig behaart und wirkt dadurch gräulich; sie bildet eine Pfahlwurzel, aus der die Stängel radial entspringen. Die kleinen, gegenständigen, paarig gefiederten, 2,5 bis 5 cm langen und kurz gestielten Laubblätter bestehen aus vier bis acht Paaren von eiförmigen bis elliptischen, fast sitzenden bis kurz gestielten, ganzrandigen Blättchen, die 5 bis 10 mm lang und 3 bis 8 mm breit sind. Die Rhachis ist borstig und rinnig. Die rundspitzigen bis spitzen Blättchen sind mehr oder weniger behaart oder bewimpert und es sind kleine Nebenblätter vorhanden.
Die gestielten, kleinen Blüten erscheinen achselständig und einzeln. Die gelben und zwittrigen, fünfzähligen Blüten mit doppelter Blütenhülle haben einen Durchmesser von 1 bis 1,5 cm. Jede Blüte enthält zehn kurze Staubblätter und einen oberständigen, lappigen, langborstig behaarten Fruchtknoten mit dickem, rippigem Griffel und radial gelappter Narbe sowie einen Diskus.
Die harten, meist dornigen, höckrigen und strohfarbenen Spaltfrüchte, Klettfrüchte (es gibt eine große Variabilität in der Bedornung, die auch fehlen kann) haben einen Körperdurchmesser von 0,7–1,5 cm. Die einzelnen, nicht öffnenden, knochigen Teilfrüchte sind mehrsamig. Die Art kann das ganze Jahr über blühen.
Die Chromosomenzahl beträgt 2n = 12, 24 oder 36. Es handelt sich um eine C4-Pflanze.

## Vorkommen
Der Erd-Burzeldorn kommt ursprünglich in Afrika, in Süd- und Osteuropa und in Asien weitverbreitet vor. In Nord-, Mittel- und Südamerika ist er ein Neophyt. In Europa kommt er nordwärts bis Mitteleuropa vor.
Die ökologischen Zeigerwerte nach Landolt et al. 2010 sind in der Schweiz: Feuchtezahl F = 1 (sehr trocken), Lichtzahl L = 4 (hell), Reaktionszahl R = 4 (neutral bis basisch), Temperaturzahl T = 5 (sehr warm-kollin), Nährstoffzahl N = 2 (nährstoffarm), Kontinentalitätszahl K = 3 (subozeanisch bis subkontinental), Salztoleranz 1 = tolerant.

## Systematik
Die Art ist sehr variabel in Größe und Form der Blätter, Früchte und Blüten. Es gibt mehrere Varietäten:
- Tribulus terrestris var. bicornutus (Fisch. & C.A.Mey.) Hadidi
- Tribulus terrestris var. inermis
- Tribulus terrestris var. robustus
- Tribulus terrestris var. terrestris

## Pharmakologie
Die Früchte enthalten Tannin, ein Glykosid, ätherisches Öl, Linolsäure, Peroxidase u. a.
Erd-Burzeldorn wird als Tonikum verwendet und soll die Potenz fördern. In Laborstudien wurde diese Wirkung bei Ratten nachgewiesen. Die Tiere nahmen außerdem an Gewicht zu. Weitere Untersuchungen zeigten eine Zunahme der Androgenrezeptoren im Rattenhirn.
Im Bodybuilding und Kraftsport ist die Substanz als „Steroidersatz“ und als natürliches Anabolikum sehr verbreitet, obwohl eine wissenschaftliche Bestätigung positiver Effekte auf den Muskelaufbau bislang fehlt.
Der Pflanzenextrakt hat einen blutdrucksenkenden Effekt bei Ratten. Wie bei anderen Pflanzen auch, zeigen die enthaltenen Saponine eine stark pilztötende Wirkung.